# 转型陷阱
转型陷阱是中华人民共和国经济、政治方面的术语，指中国改革过程中，既得利益集团为了保持住自己的利益和优势，对改革进行干扰使其停滞在某一阶段，无法顺利的前进。换句话说，就是当某一利益格局形成后，为了保证自身利益最大化，利益受益方希望维持现状，不愿意继续深化改革。举例来说，对于房地产商来说，最佳利益格局便是用最少的金额拿到最大的土地，然后高价售出以谋取暴利。当此格局出现时，房地产商会尽最大努力将此时的格局定型下来，形成一个不完善的社会体制。
转型陷阱产生的危机是十分明显的，这从中国越来越多的土地斗争中就能看出来。一旦中国政府无法顺利地进行改革，中国的经济将会停滞不前，社会中的阶层矛盾也将会相继爆发。如果任其发展，将严重威胁到社会的稳定性。